# Opstandelse
 "Opstandelsen" omdirigeres hertil. For andre betydninger af Opstandelsen, se Opstandelsen (flertydig).
Opstandelse (græsk: ἀνάστασις anástasis; latin: resurrectio) er et begreb indenfor flere religioner, navnlig de tre abrahamitiske religioner: jødedommen, kristendommen og islam. Alle tre religioner har en forestilling om, at de døde vækkes til live på den yderste dag, på dommedag. "Opstandelse" eller genopstandelse" er altså det, der sker, når et dødt menneske vågner til liv igen på den yderste dag. Der skelnes mellem genopstandelse og dødeopvækkelse (f.eks. opvækkelsen af Lazarus, Johs. 11 Arkiveret 30. september 2007 hos  Wayback Machine). Ved en dødeopvækkelse bliver et dødt menneske levende igen ved et under og lever så videre som før; mens efter en opstandelse får man evigt liv, dvs. man kommer aldrig til at dø.

## Jesu opstandelse
Det mest kendte eksempel indenfor kristendommen er Jesu opstandelse, som fejres dels påskedag, dels ved gudstjenesten hver søndag, idet kristne afholder søndagsgudstjeneste til minde om den dag, Jesus genopstod. I kristendommen er der desuden en tro på, at alle mennesker skal opstå på dommedag.
Ofte taler man om "kødets opstandelse" for at distancere sig fra dualistiske opfattelser af en rent åndelig, ikke-kødelig opstandelse og fra opfattelser af opstandelsen som noget rent symbolsk og ikke-virkeligt.

## Augustin om opstandelse
I sin bog De civitate Dei (= Om Guds stad) diskuterer Augustin opstandelsen nøje. Han mener, Kristus blev løftet op til himlen i det kød, hvori han opstod, og det samme vil derfor ske med alle mennesker på dommedag. Det rejser en del spørgsmål. I kapitel 12 diskuterer Augustin, at Kristus sagde: "Ikke et hår på deres hoveder skal gå tabt" - så hvor langt vil de opstandnes hår være, hvis vi genopstår med alt det hår, vi har fået klippet af i løbet af livet? Vil den, der ved sin død blev maltrakteret, genopstå hel og uskadet? I kapitel 13 diskuterer Augustin, om ufødte børn nu også vil genopstå – som fostre eller måske som den skikkelse, de ville have haft som voksne? I kapitel 17 nævner han, at nogen betvivler, at kvinder vil genopstå som kvinder; men det mener han, de vil. 